# Alex Black
Alexander Anthony „Alex“ Black (* 20. April 1989 in Redwood City, Kalifornien) ist ein US-amerikanischer Schauspieler.

## Leben
Er spielte in der Nickelodeon-Serie Neds ultimativer Schulwahnsinn mit. Außerdem wirbt Alex Black für Wal-Mart und die PlayStation 3. Sein älterer Bruder Tony ist ebenfalls Schauspieler.

## Filmografie
- 2001: Bubble Boy
- 2002: Charmed – Zauberhafte Hexen (Charmed, eine Folge)
- 2002: Desert Saints
- 2002: Spider-Man
- 2004: The Gentleman Don La Mancha
- 2004: 30 über Nacht (13 Going on 30)
- 2004: CSI: Miami (Eine Folge)
- 2004: Huff – Reif für die Couch (Huff)
- 2004–2007: Neds ultimativer Schulwahnsinn (Ned’s Declassified School Survival Guide)